# 井上哲郎
井上 哲郎（いのうえ てつろう、1991年9月6日 - ）は、埼玉県出身の元サッカー選手。ポジションはミッドフィールダー。

## 経歴
大宮アルディージャユース、桃山学院大学サッカー部からサムットプラーカーン・ユナイテッドFCに入団。
2015年にプレー・ユナイテッドFCに移籍する。
2018年、タイ・リーグ3のトランFCに移籍。
2020年1月4日、タイ・リーグ3のカセムバンディット・ユニバーシティFCに移籍。
2021年6月8日、現役引退を発表。

## 所属クラブ
- 大宮アルディージャユース（浦和実業学園高等学校）
- 2010年 - 2013年 桃山学院大学
- 2014年  サムットプラーカーン・ユナイテッドFC
- 2015年  プレー・ユナイテッドFC
- 2016年  チャチューンサオFC
- 2017年  ナコーンシータンマラート・ユニティFC（英語版）
- 2018 - 2019年  トランFC
- 2020年  カセムバンディット・ユニバーシティFC（英語版）